# Разін Андрій Олександрович
Андрій Олександрович Разін (нар. 15 вересня 1963, Ставрополь, Російська РФСР, СРСР) — російський політик — менеджер, співак і музичний продюсер, творець студії «Ласкавий травень», найбільш відомий по роботі з групою «Ласковый май». Заслужений артист Республіки Крим (2015), відповідальний секретар московського купецтва.
Внесений до бази даних Миротворець. Також інкримінується свідоме порушення державного кордону України (АР Крим) та відкрите виправдання російської агресії.

## Біографія
Народитися 15 вересня 1963 року в Ставрополі у родині актриси Валентини Іванівни Криворотової (нар.. у 1941 році в Уссурійську) та військового Олександра Вацлавовича Разіна. Валентина у 21-річному віці переїхала до Сочі, де влаштувалася працювати в місцевий драмтеатр, і де познайомилася з Олександром, який на той момент був курсантом Ставропольського військового училища. Тільки в 44-річному віці Разін дізнався, що його біологічним батьком був Геннадій Ізмаков, який розлучився з його матір'ю після того, як Валентина відмовилася переїхати до нього додому в Ленінградську область: після розставання вона дізналася, що вагітна, але незабаром вона познайомилася з Олександром, який погодився визнати майбутню дитину своєю. 14 серпня 1964 року Валентина та Олександр загинули в автокатастрофі біля села Костянтинівка Петровського району Ставропольського краю.
Родичів, які могли б взяти його під свою опіку, у Андрія не виявилося і він потрапив до будинку малятка в Черкеську, потім в трирічному віці його перевели в дошкільний дитячий будинок імені Крупської, а з 1964 в 1972 року він виховувався в Кисловодському санаторному дитячому будинку.
В 1976 році сфотографувався на березі річки Єгорлик біля села Привольного з Михайлом Горбачовим, Раїсою Горбачовою та їх донькою Іриною Горбачовою, бо його прийомна бабуся Валентина Михайлівна Гостєва працювала кухарем у матері Михайла Горбачова Марії Пантеліївни Горбачової і сім'я Горбачових взяли сироту купатися на річку…
З 1972 по 1978 рік був вихованцем Світлоградського дитячого будинку, там закінчив вісім класів.

Перші гроші Разін заробив на сільгоспроботах ще в 12-річному віці, коли з однокласників-вихованців дитбудинку організував мобільну бригаду зі збору винограду. І наступного року на зароблені гроші з'їздив на курорт.
— 
З 1978 по 1979 рік навчався в Ставропольському ГПТУ № 24, отримав професію муляра. З 1979 по 1982 рік працював за направленнямкомсомолу в районах Крайньої Півночі в містах Нижневартовску, Новому Уренгої, Надимі. Брав участь у прокладці газопроводу Уренгой-Помари-Ужгород. В Уренгої закінчив вечірню середню школу.
В 1982 році повернувся до м. Ставрополя і вступив до Ставропольського культпросвітучилища, звідки був відрахований за погану успішність. Представлявся родичем керівника Радянського Союзу Миайла Горбачова. В цей же час працював з ансамблем «Браво» (тезка однойменної групи з Москви).
З 1981 по 1983 рік проходив службу в лавах Радянської Аамії (військова частина № 40526, Новочеркаськ). Звільнений у запас з військово-обліковою спеціальністю командир танка.
У 1985 році працював заступником голови з постачання колгоспу імені Свердлова в селі Привільному Красногвардійського району Ставропольського краю і, отримавши гроші на покупку комбайна, відправився до Москви.

### Навчання
- У 1989 році вступив до Уральського державного юридичного університету, потім перевівся і закінчив Ставропольський державний університет — юридичний та економічний факультети[7].
- Кандидат економічних наук.[13]

### Музика
У 1985 році вперше, завдяки тому що представлявся племінником Горбачова з'явився на телебаченні як співак з піснею «Ты и я» в передачі «Ранкова пошта» (випуск «На теплоході Грузія», зйомки проходили в Криму, на підтанцьовці у нього був Борис Моїсеєв у складі тріо Експресія", тоді Андрій працював заступником голови з постачання колгоспу імені Свердлова перебував у Москві з грошима на придбання комбайна, він приїхав на урядовому автомобілі Чайка, який виділив Михайло Горбачов своїй матері Марії Пантеліївні Горбачовій, у якої працювала кухарем прийомна бабуся Андрія — Валентина Михайлівна Гостєва, Андрію повірили на телебаченні, Андрій познайомився з Олексієм Глизіним, Володимиром Пресняковим.
У 1985 році недовгий час працював у Читинському комітеті з телебачення і радіо помічником режисера. Із Чити поїхав адміністратором Анне Вєскі, яка перебувала в Читі на гастролях. З 1985 по 1986 рік працював заступником директора Рязанської обласної філармонії.
У 1986 році працював у Саратовській філармонії помічником режисера групи «Інтеграл».

Алібасов: — Я тримав артистів в чорному тілі, але Разін примудрився через півроку всю дисципліну розвалити. Одного разу на гастролях він привів фанатів до готелю, і вони вкрали мої перші в СРСР кросівки на липучках! З цього почався мій конфлікт з Андрієм, і я його вигнав. Відносини зовсім зіпсувалися, коли він приїхав у Саратов до прокурора Волзького району і став вимагати, щоб мене ув'язнили.
— 
З 1987 по 1990 — продюсер-менеджер у Всесоюзному об'єднанні Мінкульту СРСР «СПМ Рекорд».
З 1988 року по 1991 рік — генеральний директор Всесоюзної центральної творчої студії Міністерства культури СРСР для обдарованих дітей-сиріт.

#### Міраж
Працював адміністратором групи «Міраж», на гастролях Андрій відповідав за розміщення в готелі, обід і своєчасний виїзд на майданчик.

Андрій Литягин: Гулькину, наприклад, заманив Андрій Разін. Сказав їй: «Підемо з нами, ми тебе захистимо, станеш зіркою». Вона зіскочила, а ми потім ще довго скандалили з його адміністраторами. Закрили пару стадіонів, коли вони вивішували афіші з написом «Міраж». Вони хотіли під себе забрати наш бренд. Але ми досить дорослі, самостійні люди: ніколи не зазіхали на чуже, але завжди стояли за своє і постояти за себе можемо. Так я особисто будь-кому горло перегризу, якщо відчую, що хтось хоче привласнити мій бренд.
— 
Вперше виступив дуетом зі співачкою Катею Семеновою. Згодом це було обіграно в знятому в 2009 році художньому фільмі «Ласкавий травень», де Семенова стала прототипом співачки Катеньки. Разом з ним працював адміністратором Аркадій Кудряшов, одного разу на гастролях в Алма-Аті Аркадій випадково почув пісню «Белые розы», придбав касету, привіз запис до Москви, організовують кілька груп «Ласковый май», що відкривали рот під цю фонограму Шатунова.

#### Ласковый май
З 1987 по 1990 рік працював на посаді продюсера-менеджера у Всесоюзному об'єднанні Міністерства культури СРСР «СПМ Рекорд». У червні 1988 року до рук Разіна потрапив альбом групи «Ласковый май», записаний в місті Оренбурзі. 4 липня того ж року перевозить групу «Ласковый май» до Москви. 9 вересня 1988 року завдяки Сергію Кузнєцову в столиці опинився соліст групи Юрій Шатунов. Потім почалася робота в студії і численні гастролі колективу. Його кумиром була співачка Донна Саммер, тому він і сам став солістом «Ласкового мая». Виконував пісні своєї групи і хіти інших відомих авторів, наприклад пісню «На белом покрывале января» Олега Хромова.

Все робила «Чайка». Це була урядова машина. Зі службового входу я дзвонив заступнику голови Держтелерадіо Попову і говорив: «З вами розмовляє племінник Михайла Сергійовича Горбачова. Мені треба вам сказати два слова!» Він з сімнадцятого поверху збігав донизу і бачив: під'їжджає ГАЗ-14 з прапорцями радянської держави, водій відкриває двері, і звідти виходжу я. «Сідайте, будь ласка, мені треба з вами поговорити», — говорив я Попову. Поки ми їхали в машині до проспекту Миру, я вирішував всі питання. Мало того, мій друг телефонував по секретному телефону ... у цю «Чайку», і я з ним розмовляв, як з Михайлом Сергійовичем. Це справило на Попова ще більше враження. А я Горбачову як би відповідаю: «Дядя, зараз я під'їду, машину відпущу, все, до побачення». До цього протягом чотирьох років нашу групу не пускали на телебачення. Після цього випадку Попов зібрав телевізійне керівництво, серед якого був також Ігор Крутой, і нам було відкрито «зелене світло».
— 
Разін заспівав пісню «Дядя Миша» після публікації в "Комсомольській правді статті про те, що він не є племінником Михайла Горбачова. За словами Андрія Разіна, сказаним ним у програмі «Привіт, Андрію!» Андрія Малахова від 6 жовтня 2018 року, Володимир Крючков доповів Горбачову в листі на 8 сторінок, що у Разіна за 1989 рік дохід 8 000 000 рублів, і це Горбачову не сподобалося, бо зарплата у нього самого була всього 600 рублів на місяць; було заведено кримінальну справу за підрив економіки країни, Андрію Разіну загрожував розстріл, були заарештовані 5 його адміністраторів, включаючи Рашида Дайрабаева, Разін поїхав у Привільне і за допомогою прийомної бабусі, яка працювала кухарем у матері Горбачова, пробрався в будинок до неї і попросив захисту. Марія Пантеліївна Горбачова зателефонувала синові по спецзв'язку і сказала: «Мишко, якщо щось трапиться з Андрієм, то я тобі не мати!». В результаті справу закрили, всіх п'ятьох заарештованих випустили. Разін був опікуном Марії Пантеліївни Горбачової з 1991 по 1995 рік. Коли Горбачов дізнався про це, він, за словами Разіна, здав свою матір в будинок престарілих, де вона і померла.

### Ректор
- У 1993 році Андрій Разін став ректором Ставропольського інституту сучасних мистецтв при Ставропольському державному університеті.
- Андрій Разін, всупереч наявній інформації, не є проректором Ростовського юридичного інституту, оскільки у складі керівництва вузу відсутнє його прізвище, а в структурі управління вузом відсутня посада проректора[23].

### Політична кар'єра
З 1991 по 1993 рік — засновник і почесний член Міжнародної асоціації вихованців дитячих будинків та інтернатів «Щасливий день» при Уряді Російської Федерації.
На виборах президента Росії в 1996 році був довіреною особою Геннадія Зюганова. 2 квітня 1996 року Андрій Разін разом з Юрієм Шатуновим брав участь у концерті в новій будівлі «Театру На Таганці».
- У 1996 році очолював Ставропольський фонд культури. Восени того ж року керував кампанією з обрання главою адміністрації Ставропольського краю Олександра Черногорова.
- У травні 1997 року обирався головою правління Ставропольського відділення Фонду культури.
- 14 грудня був обраний депутатом Ставропольської крайової Думи другого скликання. Тоді ж в грудні балотувався до Державної Думи РФ третього скликання по Ставропольському одномандатному виборчому округу № 55 як незалежний депутат. На виборах зайняв друге місце з 16 (14,38 % голосів), поступившись Василю Івер (18,08 %).
- У лютому 2000 року, за повідомленнями ЗМІ, був призначений радником президента Карачаєво-Черкесії Володимира Семенова і повноважним представником Карачаєво-Черкесії в Білорусії. У жовтні 2000 року реєструвався кандидатом на пост губернатора Ставропольського краю. На виборах 3 грудня зайняв 6-те місце з 13, отримавши 3,78 % голосів.
- У лютому 2001 року заявив, що голова уряду Чеченської Республіки Станіслав Ільясов запропонував йому обійняти місце в республіканському уряді міністра культури.
- При перевірці, проведеній «Газпромом» в одній зі своїх дочірніх компаній, а саме — «Кавказтрансгаз», виявили порушення. В середині 1990-х років Арашуков Рауль Туркбійович у 1995 і 1996 роках, очолюючи компанію «Талісман», підписав договір з «Кавказтрансгаз», за яким зобов'язувався «вибити» (без кримінального відтінку) зі споживачів заборгованість за газ і перерахувати отримані кошти на рахунок «Кавказтрансгазу» не пізніше, ніж через 70 днів. Першу частину Арашуков виконав, але на наявних «Талісман» не наполягав, брав, що пропонували: винно-горілчану продукцію, цеглу та інший ліквідний товар, який вдавалося продавати і в підсумку виручити 22 мільйони деномінованих рублів. Але ось повертати ці гроші не поспішали[24]. І правління компанії, виявивши факт розкрадань великих грошових коштів, звернулося до керівника ТОВ «Міжрегіонгаз» В. Нікішіна з пропозицією розібратися в ситуації, щоб повернути втрачені гроші і вирішити питання про відповідність займаним посадам керівництва «Межрегіонгазу» по Ставропольському краю, яке підписало цей не вигідний для газовиків і керівництва краю контракт. У відповідь на це Нікішин увалив нестандартне рішення і призначив новим главою «Ставропольрегіонгазу» … Рауля Арашукова без узгодження з губернатором краю. Обурений неприкритою змовою, губернатор Ставропілля Черногоров намагався боротися, відправляв листи Рему Вяхірєву, навіть ініціював власну перевірку силами Ради безпеки краю. Заступник секретаря ради В. Хомутинник із завданням впорався швидко, виявивши в справі склад злочину. Документи свідчили, що розкраданнями державних коштів займалася організована злочинна група, яку очолював керівник «Межрегіонгазу» Нікішин. Йому вдалося отримати навіть підтвердження про дві судимості Арашукова з Карачаєво-Черкесії та копії вироку. Депутатом Державної думи Ставропольського краю Андрієм Разіним документи переправлені до Москви, в Генеральну прокуратуру.

За спогадами Разіна: —  Мені тоді не вдалося пробитися на прийом до генерального прокурора, довелося залишити документи у його старшого помічника. І буквально наступного дня, коли я ще не встиг прилетіти додому, зворотна хвиля повернулася до Ставрополя. Хомутиннікова викликали Черногоров і секретар Ради безпеки краю. Був страшний скандал: губернатор звинувачував Володимира Васильовича в перевищенні посадових обов'язків і зажадав відкликати звернення в Генеральну прокуратуру. Звернення було відкликано, а слідом повернулися документи, які не отримали ніякої правової оцінки. Андрій Разін пояснює це діями Назіра Хапсірокова, який довідався про ті документи, що прийшли до Генпрокуратури, які погрожували його родичу, і вжив заходів. Йшлося не тільки і не стільки про кровну спорідненість. З перекриттям цього каналу висихало постійне джерело доходу з півдня до столиці. Перехопивши документи, він постарався, щоб в Москві їх більше ніхто не побачив. А документи між тим повністю доводили вину «газовидобувників». Після нетривалої боротьби був відправлений у відставку Хомутинник, посипалися погрози на адресу Разіна. Під час одного телефонного дзвінка Арашуков особисто заявив Разіну, що з ним вичерпані всі методи впливу і тепер залишилося його тільки вбити. За заявою Разіна було заведено кримінальну справу, але її тихо закрили. Не заспокоївшись, Арашуков організував додому Разіна два напади. Під час першого кувалдою рознесли двері і меблі. Під час другого завітали працівники правоохоронних органів з обшуком під надуманим приводом. Нічого кримінального, за винятком вдало «виявленої» зброї, знайти не вдалося. Пістолет, правда, виявився міліцейським. Довелося вибачитися і справу зам'яти. Найдовше довелося повозитися з чинним губернатором. Залякати його було складно, і в хід пішов уже випробуваний в столиці спосіб. — Я  напевно знаю, що Черногорова шантажують. Арашуков в кампанії одного разу розповів, що їм вдалося напоїти губернатора і зняти його в ситуації, дуже нагадувала «фільм» за участю колишнього генерального прокурора. І сьогодні Черногоров зв'язаний по руках і ногах, він не може протидіяти групі осіб, які розкрадають край. 
- 16 грудня 2001 року знову був обраний депутатом Думи Ставропольського краю по Жовтневому округу № 17 Ставрополя. Був заступником голови комітету Думи Ставропольського краю по промисловості, енергетиці, будівництва та житлово-комунального господарства. Обирався головою Ставропольського фонду культури.
- У 2001—2007 роках — Старший судовий пристав Хостинского районного відділу міста Сочі[25].
- У 2007 році знову обраний депутатом Ставропольської крайової думи IV скликання. Відповідав за енергетику краю.
- 1 липня 2008 рішенням президента Олімпійського комітету РФ, був призначений генеральним директором Міжнародного олімпійського фестивалю «Сочі-2014. Так!». Також суміщав посаду художнього керівника Олімпійського комітету РФ.
- У 2011 році реєстрація Разіна як кандидата в депутати Думи Ставропольського краю була скасована внаслідок допущених ним порушень, і депутатом він не став. 4 березня 2012 екс-продюсер групи «Ласковий май» Разін і двоє її солістів Димитрій Веселовський і Олег Комаровський вибралося депутатами ради Горьковської сільради Новоолександрівського району Ставропольського краю.
- 4 лютого 2013 отримав посвідчення члена партії «Єдина Росія»[26].
- 30 червня 2015 року Андрій Олександрович Разін призначений на посаду радника заступника Голови Державної Думи РФ Андрія Ісаєва.
- З 2015 року є радником мера Ялти в окупованому Криму.[7]

### Діяльність у банківській сфері
У квітні 2014 року придбав 3 % пакет акцій банку «Донівест і став його президентом та членом Ради директорів. Ініціював укрупнення капіталу, розширення мережі офісів, в тому числі, в Криму. Ініціював перевірку цього банку Банком Росії і 1 жовтня 2014 року, за 8 днів до відкликання у банку ліцензії, подав у відставку.
26 вересня 2014 року купив 9 % пакет акцій Нижньогородського „Об'єднаного Національного банку“ і став його президентом. 6 жовтня 2015 року у банку була відкликана ліцензія, за місяць до відкликання ліцензії Андрій Разін подав у відставку.

### Інше
1 липня 2008 року рішенням президента олімпійського комітету РФ Разін був призначений генеральним директором Міжнародного олімпійського фестивалю „Сочі-2014“.

### Судові справи
У 2019 році Разін подав до суду на Сергія Шнурова і на ФК „Зеніт“ за образу Шнуровим Москви. У 2019 році Юрій Шатунов подав до суду на Андрія Разіна через заборону виконувати пісні „Ласкавого мая“., на Разіна також подала до суду цивільна дружина Євгенія Осіна Олена Скорнякова, бо Разін заборонив прийомній доньці Осіна Анастасії Годуновій виконувати пісні прийомного батька..
У 2020 році Разін опублікував в „Аргументах тижня“ заяву, в якій погрожував судом тим, хто вирішить запросити Шатунова на будь який виступ, а також зазначив, що він має всі права на виступи Шатунова:

Шатунов, згідно з договором від 14 вересня 2013 року, без мого відома не має права ні виступати на сцені — ні з концертами, ні з сольними номерами, ні давати ніяких прес-конференцій на будь яку тему. Він взагалі не має права розмовляти публічно, про що завгодно розмовляти — про сім'ю, про погоду, про коней або гриби — він не має права рота розкрити без мого дозволу. А вже тим більше давати інтерв'ю і записувати теле- і радіопередачі.

У 2020 році подав до суду на ВДТРК, Андрія Малахова, Льва Лещенка і Юрія Шатунова через участь та висловлювання в телепередачі „Привіт, Андрій!“
/.

## Особисте життя
- Перша дружина (цивільний шлюб) (1984) — Ірина Беспалова[42]
  - Син — Ілля Разін (нар.. 10.10.1985) — перукар живе в Санкт-Петербурзі, за першою освітою економіст, жив у Лондоні і Парижі, одружений, дружина Єлизавета[43][44][13][45][46][47].
- Друга дружина — Наталія Євгенівна Лебедєва (з 29.04.1989 по 24.06.1990), живе в Угорщині.
- Третя дружина — Фаїна Разіна, познайомилися в 1984 році.
- Четверта дружина (з 2007 по 2013 роки[48])- Марітана Разіна[49],
  - Син Олександр (20.01.2001—10.03.2017) — помер від серцевого нападу, похований на Троєкуровському кладовищі.
- П'ята дружина — співачка Наталія Грозовська (нар.. 22.05.1969[50]), проживає в Лас-Вегасі.

## Сім'я
Батько — Олександр Вацлавович Разін (08.12.1938 — 14.08.1964) — білорус, народився в Гродно, переїхав на навчання в Ставропольський край, закінчив Ставропольське вище артилерійське училище і командував батареєю, там зустрів свою майбутню дружину — актрису Валентину Іванівну Криворотову, яка працювала в місцевому драмтеатрі. Старший лейтенант Олександр вперше побачив актрису Валентину у „Вишневому саду“ в ролі Варі, кожен день приходив до театру і чекав її після вистави на лавці, вітався з нею цілий місяць, поки Валентина не попросила його допомогти донести букети квітів до будинку, після чого він і зробив їй пропозицію.
Мати — Валентина Іванівна Криворотова (07.06.1941 — 14.08.1964) — актриса.
Батьки загинули в автокатастрофі 14 серпня 1964 року, їх „Москвич-407“ зіткнувся з „КрАЗом“, Андрій в той день залишився з бабусею по лінії матері, бабуся осліпла під час похорону, а Андрія віддали в Кисловодський будинок малятка…
Прийомна бабуся — Валентина Михайлівна Гостева (нар. 25.06.1925), працювала кухарем у Марії Пантеліївни Горбачової (02.04.1911 — 14.04.1995), матері Михайла Сергійовича Горбачова, Разін подарував їй автомобіль-карету Chrysler.
Брат по прийомній родині — Сергій Ізмаков — бізнесмен, продавав фотографії групи „Ласкавий мац“, у нього мережа аптек і фітнес-центрів, живе в Санкт-Петербурзі, дружина Лідія, троє племінників: Анжеліка, Христина і Руслан Ізмакови.
Прадід — відповідальний секретар московського купецтва.

## Літературна діяльність
- Влітку 1990 року вийшла перша книга Разіна — „Зима в країні ласкавого травня“.
- 1 серпня 1990 року вийшов перший номер газети „Ласкавий травень“.
- 1 квітня 1991 року виходить у світ друга книга Разіна — „людина тусовки“.
- Член спілки журналістів Білорусії (2006), і спілки журналістів Росії[59].
- Член Спілки письменників Білорусії.

## Фільмографія
- 2009 — Ласкавий травень — камео (наприкінці фільму)
- 2010 — Пристав — (серія Бацька»)

## Сольна дискографія
- 1990 — Остров на двоих
- 1996 — Эльдорадо
- 2000 — Ты одна на всей Земле

## Пісні
- Маскарад
- Дядя Миша
- Гудбай, бэйби
- Мне больше не нужно
- Старый лес
- Фатима
- Если ты помнишь
- Ах, Кристина, ах
- Красный лимузин
- Атаман

## Легенди, придумані Разіним
На початку кар'єри представлявся племінником Горбачова.
У 2002 році стверджував, що був першим продюсером «Міражу» і що це він знайшов композитора Андрія Литягіна, Маргариту Суханкіну та ін., а також що він звільнив Наталію Гулькину та Світлану Разіну, взявши на їх місце Наталю Ветлицьку і Тетяну Овсієнко. Насправді головним був Андрій Литягін, а Разін працював на нього.
Стверджує також, що це саме він створив групи «Ласковый май» та «Міраж» (хоча, як відомо, що «Ласковый май» створив поет і композитор Сергій Кузнєцов, А «Міраж» — композитор Андрій Литягін), Разін же створив дискотеку студію «Ласковый май» та дискотеку «Міраж» і клонував ці дві групи, використовуючи фонограми.
Вигадав, що для розкрутки групи «Ласковый май» купив вагон аудіокасет і, записавши на них пісні, роздавав провідницям поїздів, а вони поширювали серед пасажирів. Насправді «Ласковый май» став популярним завдяки піратським копіям їх альбому, і, за словами Сергія Сєркова, Разін в розкрутку групи грошей не вкладав.
Крім того, називає себе батьком російського шоу-бізнесу.
Стверджує, що купив всім учасникам «Ласкового мая» автомобілі, будинки і квартири, але насправді постійно судиться з колишніми учасниками групи через гроші. Наприклад, Шатунов тільки в 2000-ті роки зумів відсудити у Разіна 10 млн доларів. Крім того, з Разіним чотирнадцять років судився Кузнєцов за 27 пісень, права на які, за версією Разіна, він купив у нього в 1990-і роки за 100 000 рублів. За версією Кузнєцова, нічого він не продавав, а договір і підпис підроблені.
Також Разін стверджує, що закінчив Східно-Сибірську академію культури і мистецтв, але в цьому вузі згадали, що він тільки намагався туди вступити в 1989 або в 1990 році, але не вступив.
У інстаграмі Разін написав, що в 1984 році, будучи головним адміністратором Читинської філармонії, зустрів Ксенію Георгіаді і став її першим директором, але в цей час він служив в армії, згідно з офіційною біографією.
Стверджує, що знайшов Тетяну Овсієнко, Віку Циганову, знайшов на вокзалі Женю Белоусова і привів до Інтегралу, називає себе першим мільйонером в СРСР.